# Verchnjaja Zolotica
Verchnjaja Zolotica (in lingua russa Верхняя Золотица) è una città situata in Russia, nell'Oblast' di Arcangelo, più precisamente nel Primorskij rajon.